# Puçol
Puçol (em valenciano e oficialmente) ou Puzol (em castelhano) é um município da Espanha na província de Valência, Comunidade Valenciana. Tem 18,1 km² de área e em 2021 tinha 19 975 habitantes (densidade: 1 103,6 hab./km²).

## Demografia
| Variação demográfica do município entre 1991 e 2004 | Variação demográfica do município entre 1991 e 2004 | Variação demográfica do município entre 1991 e 2004 | Variação demográfica do município entre 1991 e 2004 |
| --------------------------------------------------- | --------------------------------------------------- | --------------------------------------------------- | --------------------------------------------------- |
| 1991                                                | 1996                                                | 2001                                                | 2004                                                |
| 12514                                               | 13662                                               | 14965                                               | 16018                                               |